# أنا تيموتيتش
أنا تيموتيتش مواليد 30 ديسمبر 1982 في سوبتيتسا، صربيا، هي لاعبة كرة مضرب صربية سابقة بدأت مسيرتها كمحترفة سنة 1998 وكانت تلعب باليد اليمنى، اعتزلت اللعب في 2010. أعلى تصنيف لها في الفردي كان المركز الـ 199 في سنة 2006.

## إحصائيات المهنة

### الفردي: 21 (9–12)
| الحصيلة | الرقم | التاريخ        | الدورة           | السطح  | الخصم في النهائي         | النقاط        |
| ------- | ----- | -------------- | ---------------- | ------ | ------------------------ | ------------- |
| الفوز   | 1.    | 8 أبريل 2001   | أثينا، اليونان   | ترابية | ألينا ياريشكا            | 7–5, 6–3      |
| الفوز   | 2.    | 22 أبريل 2001  | بلغراد           | ترابية | ميليندا كزينك            | 6–3, 5–7, 7–5 |
| الفوز   | 3.    | 1 يوليو 2001   | باشتاد، السويد   | ترابية | أماندا هوبمانس           | 3–6, 6–3, 6–0 |
| الفوز   | 4.    | 22 سبتمبر 2002 | برشلونة، إسبانيا | ترابية | خوسيه ماريا سانشيز أليتو | 6–3, 7–5      |

## روابط خارجية
- أنا تيموتيتش على موقع رابطة محترفات التنس (الإنجليزية)
- أنا تيموتيتش على موقع الاتحاد الدولي لكرة المضرب (الإنجليزية)
- أنا تيموتيتش على موقع كأس بيلي جين كينغ (الإنجليزية)
- أنا تيموتيتش على موقع خلاصة التنس.كوم (الإنجليزية)